# Ghiacciaio Demorest
Il ghiacciaio Demorest (in inglese Demorest Glacier) è un ghiacciaio situato sulla costa di Foyn, nella parte orientale della Terra di Graham, in Antartide. Il ghiacciaio, il cui punto più alto si trova 23 m s.l.m., è situato in particolare sul versante nord-orientale dell'altopiano Emimonto e da qui fluisce verso sud-est, scorrendo tra il ghiacciaio Flint e il ghiacciaio Matthes, fino ad arrivare all'insenatura Whirlwind.

## Storia
Il ghiacciaio Demorest fu scoperto da Sir Hubert Wilkins che lo fotografò durante una ricognizione aerea il 20 dicembre 1928. Nel 1947 fu poi oggetto di un'altra ricognizione, questa volta da parte del British Antarctic Survey, che all'epoca si chiamava ancora Falkland Islands and Dependencies Survey, che lo mappò e lo battezzò con il suo attuale nome in onore di Max H. Demorest, un glaciologo statunitense.